# Concursante
Un concursante es alguien quien participa en una competencia profesional o un programa de concursos en la televisión. Los participantes compitiendo uno entre el otro tienen que pasar por rondas. Los ganadores puede tener que competir en etapas o rondas posteriores hasta que hay sólo un ganador.
Los concursantes de televisión usualmente son miembros del público general quien son seleccionados por vía de algún tipo de sistema de calificación, como una prueba de cultura general o cociente intelectual; un ejemplo de esto es Jeopardy!, en lo cual los concursantes deben pasar una prueba de 50 preguntas. Los mismos luego aparecen en el programa televisado, usualmente por solo un período pequeño de tiempo. Una minoría muy pequeña pasan a conseguir fama nacional, como Joyce Brothers y Ken Jennings en Estados Unidos, y Charles Ingram en el Reino Unido.
Unos concursos deliberadamente están dirigidos a celebridades participando como concursantes; ejemplos incluyen Match Game y Blankety Blank.
Existen conexiones entre concursos y otros juegos y pasatiempos, por ejemplo, jugadores de Scrabble quienes participan en concursos basados en palabras, como Countdown y BrainTeaser.
- Datos: Q5165152